# 마르코 둘카
마르코 둘카(루마니아어:  Marco Dulca, 1999년 5월 11일 ~ )는 루마니아의 프로 축구 선수로, 슬로베니아 프르바리가의 첼레에서 미드필더로 뛰고 있다.

## 클럽 경력
2019년 비토룰 콘스탄차 입단을 통해 성인팀에서의 첫 커리어를 시작했다. 마르코 둘카는 2019-20 시즌 리그 14경기를 포함해 총 15경기에 출전했다. 2020-21시즌을 앞두고 킨디아 트르고비슈테로 임대 이적하였으며 2020-21 시즌 33경기에 출전하였다. 2020-21 시즌 종료 후 킨디아 트르고비슈테로 완전이적했다.

## 국가대표팀 경력
2020년 하계 올림픽에 참가하는 루마니아 U-23 축구 국가대표팀 명단에 포함되었다.

## 경력 통계

### 클럽
| 클럽                       | 시즌      | 리그 | 리그 | 컵   | 컵   | 유럽대항전 | 유럽대항전 | 종합 | 종합 |
| 클럽                       | 시즌      | 출전 | 득점 | 출전 | 득점 | 출전       | 득점       | 출전 | 득점 |
| -------------------------- | --------- | ---- | ---- | ---- | ---- | ---------- | ---------- | ---- | ---- |
| 비토룰 콘스탄차            | 2019–20   | 14   | 0    | 1    | 0    | 0          | 0          | 15   | 0    |
| 킨디아 트르고비슈테 (임대) | 2020–21   | 31   | 2    | 2    | 0    | 0          | 0          | 33   | 2    |
| 경력 종합                  | 경력 종합 | 45   | 2    | 3    | 0    | 0          | 0          | 48   | 2    |

## 개인사
마르코 둘카는 루마니아 축구 국가대표팀 출신이자 현 루마니아 여자 축구 국가대표팀의 사령탑인 크리스티안 둘카의 아들로 부친이 포항 스틸러스에 입단했던 1999년 경상북도 포항시에서 태어났다. 2020년 하계 올림픽 기간 중 이 사실이 대한민국에 알려지며 화제를 모았다.

## 수상
비토룰 콘스탄차
- 수페르쿠파 로므니에이: 2019[2]

첼레
- 슬로베니아 프르바리가: 2023–24[2]
- 슬로베니아 컵: 2024–25[2]